# Luis Alberto del Paranà
Luis Osmer Meza, noto con lo pseudonimo Luis Alberto del Paranà (Altos, 21 giugno 1926 – Londra, 15 settembre 1974), è stato un cantautore e compositore paraguaiano.

## Biografia
Quarto di otto figli, si avvicinò alla musica durante le scuole superiori; formò quindi un gruppo, Los Guaireños, con Digno Garcia e Humberto Barua, trasferendosi in Messico e scegliendo lo pseudonimo Luis Alberto del Paranà, dal nome del fiume Paranà che attraversa il Paraguay.
Con l'ingresso nel gruppo di Agustín Barboza al posto di Barua, la denominazione del complesso cambiò in Los Tres Paraguayos (in alcune nazioni, però, i dischi vennero pubblicati con la denominazione Trio Los Paraguayos): il gruppo, basato su un recupero della musica tradizionale sudamericana, arrangiata con sonorità basate su un particolare strumento, l'arpa paraguaya, riscosse molto successo in tutto il mondo.
Durante gli anni '50 Paranà si diede anche, sporadicamente, all'attività solista; quando poi il gruppo si sciolse (a causa di una tournée da effettuarsi con Pérez Prado nel 1957, tour che né Garcia né Barboza volevano effettuare), formò i Los Paraguayos, con suo fratello Reynaldo Meza, l'arpista José de los Santos González, il chitarrista Angel Pato Garcia e Rubito Medina.
I Los Paraguayos effettuarono anche alcuni spettacoli con i Beatles.
Molti dischi vennero pubblicati a suo nome, con i Los Paraguayos come gruppo di accompagnamento.
Partecipò al Festival di Sanremo 1966 insieme al suo gruppo con Quando vado sulla riva, in coppia con Luciano Tomei; il brano venne eliminato.
Si sposò in prime nozze con Lissette Cairoly, un'artista circense francese, ed in seconde nozze con la ballerina spagnola Carmen González Caballero, con cui ebbe i due figli Luis Manuel Meza González e Carmen Fabiola Meza González.
Morì a Londra a causa di un ictus; i funerali vennero celebrati ad Asunción, con una cerimonia ufficiale a cui partecipò il dittatore Alfredo Stroessner.

## Discografia parziale

### Album con i Los Tres Paraguayos
- 1954: Bajo el Cielo del Paraguay (Philips, P 10113 R)
- 1955: Paraguayan Song (Philips, P 10403 R)
- 1955: Paraguayan Song Nº 2 (Philips, P 10405 R)
- 1956: The Original Trio Los Paraguayos (Philips)
- 1957: Trio Los Paraguayos (Philips)

### Album come Luis Alberto del Paranà e i Los Paraguayos
- 1962: Mi Guitarra y mi Voz (Philips)
- 1968: Popular Favourites (Philips)

### Album con i Los Paraguayos
- Famous Latin American Songs
- South American Minstrels
- Trovador Tropical
- Trovador Tropical Nº 2
- Tropical Trip
- Ambassadors of Romance
- Historia de un Amor
- Buenas noches mi amor
- En escena
- Para mí, Para tí, Paraná
- Sentimentally yours
- Canciones de las Américas
- La Burrerita de Ypacarai
- În Romînia I
- În Romînia II
- În Romînia III
- În Romînia IV
- În Romînia V
- Felicidades
- Amici, Amici
- All Star Festival - UNICEF
- Acuarela Paraguaya
- Por todo el mundo...
- Paraguayos in Tokio
- Music Minstrels Please
- San Remo 1966
- Fiesta Asuncena
- En Buenos Aires
- Con los Violines de Lima
- World Hits
- Live in Concert
- Siempre el mejor
- Espléndido
- In London
- Papillón
- Epopeya Nacional
- Éxtasis Tropìcal
- Latin American Dance Party
- Live in Concert... Berlín
- Canciones Tropicales
- Adiós Mariquita Linda
- Quizás, quizás, quizás

### 45 giri
- 1966: Quando vado sulla riva/Luna, luna (Philips, 363 708 PF; pubblicato come Luis Alberto del Paranà e i Los Paraguayos)